# Die DeBolts und ihre 19 Kinder
Die DeBolts und ihre 19 Kinder (Originaltitel Who Are the DeBolts? And Where Did They Get Nineteen Kids?) ist ein US-amerikanischer Dokumentarfilm von John Korty aus dem Jahr 1977.

## Inhalt
Die Dokumentation beginnt mit der Reise von Mr. und Mrs. DeBolt von Kalifornien nach New York City, wo sie ihr 19. Kind, das blinde und körperlich behinderte Mädchen JR, adoptieren und zeigt, wie sie dieses anschließend in ihre Familie integrieren und welche Schwierigkeiten JR im Alltag überwinden muss. Dabei wird das Treppensteigen von JR als verbindendes stilistisches Mittel genutzt, um zu zeigen, wie die DeBolts damit begannen, nach und nach behinderte Kinder zu adoptieren, um ihnen ein normales Familienleben zu ermöglichen.
Bereits während ihrer ersten Ehe mit Ted Atwood, mit dem Dorothy DeBolt fünf gemeinsame Kinder hatte, adoptierte sie zwei Kinder aus Korea. Nachdem ihr Mann gestorben war, adoptierte sie zwei weitere Kinder, dieses Mal aus Vietnam, wobei es ihr gleichgültig schien, ob sie aus Süd- oder Nordvietnam kamen. Anschließend heiratete sie Bob DeBolt, der bereits eine biologische Tochter aus erster Ehe hatte, und adoptierte mit ihm zehn weitere Kinder aus Korea, Vietnam, den USA und Mexiko.

## Auszeichnung
- Oscarverleihung 1978: Ausgezeichnet mit dem Oscar in der Kategorie „Bester Dokumentarfilm“ John Korty, Dan McCann und Warren L. Lockhart, Produzenten